# Oedostethus punctulatus
Oedostethus punctulatus là một loài bọ cánh cứng trong họ Elateridae. Loài này được Dolin & Katyukha miêu tả khoa học năm 1977.